# Andrée Darreau
Andrée Darreau, född 23 augusti 1906 i Bailleau-Armenonville, Eure-et-Loir, död 28 september 1990 i Paris, var en fransk friidrottare
 med löpgrenar som huvudgren. Darreau var världsrekordhållare och blev medaljör vid den första ordinarie Damolympiaden i augusti 1922 och var en pionjär inom damidrott.

## Biografi
Andrée Darreau föddes 1906 (med sin tvillingsyster Germaine Darreau) i mellersta Frankrike. I ungdomstiden blev hon intresserad av friidrott och gick senare med i kvinnoidrottsföreningen "Fémina Sport" (grundad 1912) i Paris. Hon tävlade för klubben under hela sin aktiva idrottskarriär och specialiserade sig på kortdistanslöpning men tävlade även i längdhopp och spjutkastning. Hon tävlade även i flera landskamper i det franska damlandslaget i friidrott.
1921 deltog hon i sina första franska mästerskapen (Championnats de France d'Athlétisme - CFA) då hon tog bronsmedalj i längdhopp vid tävlingar 3 juli i Paris.
Den 25 juni 1922 satte Darreau världsrekord i stafettlöpning 4 x 250 meter (utanför ordinarie tävlingsprogram) med tiden 2:33,4 min (med Andrée Darreau som förste löpare, Simone Chapoteau, Georgette Lenoir och Cécile Maugars) vid franska mästerskapen (Championnats de France d'Athlétisme - CFA) i Colombes. Hon deltog även vid Damspelen 1922 i april i Monte Carlo dock utan att nå medaljplats.
Senare samma år deltog hon vid den första ordinarie damolympiaden den 20 augusti 1922 i Paris. Under idrottsspelen vann hon bronsmedalj i löpning 300 meter.
1923 deltog Darreau åter vid Damspelen 1923 (löpning 250 meter) i april i Monte Carlo där hon blev utslagen under kvaltävlingarna.
1924 deltog hon i vid franska mästerskapen då hon tog guldmedalj i löpning 250 meter (före sin syster) vid tävlingar den 14 juli på Pershingstadium i Paris. 
Senare samma år deltog Darreau vid Damolympiaden 1924 i augusti i London. Under idrottsspelen vann hon silvermedalj i stafettlöpning 4 x 220 yards (med Marguerite Radideau, Georgette Gagneux, Andrée Darreau som tredje löpare och Germaine Darreau). Hon tävlade även i löpning 250 meter dock utan att nå medaljplats.
1924 deltog Darreau även vid 2 landskamper, den 17 augusti med Belgien där hon vann löpning 250 m och stafett 4 x 00 m och den 14 september med Tjeckoslovakien där hon vann stafettlöpning 4 x 100 meter och tog tredje plats i löpning 200 meter.
Senare drog Darreau sig tillbaka från tävlingslivet, hon dog 1990 i Paris.